# Інокентій V
Блаженний Інокентій V, O.P. (лат. Innocentius; бл. 1225 — 22 червня 1276) — сто вімдесят четвертий папа Римський (21 січня 1276—22 червня 1276). 

## Життєпис
Народився на південному сході Франції, у молодому віці вступив до Домініканського ордену, де набув великої слави як проповідник. Виявився першим папою членом цього ордену.
Його понтифікат відомий лише прагненням до об'єднання зі східною церквою. З цією метою папа мав намір послати легатів до імператора Михаїла VIII Палеолога, проте не встиг цього зробити і помер.
Інокентій V відомий як автор багатьох праць з філософії, теології та церковного права.